# メイショウマシュウ
メイショウマシュウ（欧字名:Meisho Mashu、2008年4月1日 - 不明）は、日本の競走馬。主な勝ち鞍は2013年の根岸ステークス。
馬名の由来は、冠名＋摩周湖より。

## 経歴

### 3・4歳（2011・2012年）
2011年1月9日、京都競馬場4レースの3歳新馬戦（ダート1200m）でデビュー。15頭中11番人気と期待薄だったが、4番手の好位から上り最速の脚で馬群を抜け出しデビュー戦勝利を飾った。年末までに条件戦でさらに2勝を挙げた。
4歳シーズンは2月19日の河原町ステークスを勝利し、晴れてオープン入り。2月末をもって管理調教師の高橋隆が定年で引退し、沖芳夫厩舎所属となる。夏に降級したが、12月9日の御影ステークスを勝利し再昇格した。

### 5歳（2013年）
1月27日の根岸ステークスより始動。後方2番手から直線で上り最速の豪脚を繰り出し、ゴール寸前でガンジスをハナ差交わし重賞初挑戦での初優勝を飾った。しかしレース後に右前脚の膝を骨折していることが判明。手術を実施し、そのまま長期休養に入った。11月10日の武蔵野ステークスで約10か月ぶりにレースに復帰したが、12着惨敗に終わった。

### 6・7歳（2014・2015年）
6歳シーズンは1月11日の大和ステークスより始動し12着。休養ののち秋に復帰するも二桁順位の惨敗が続き、結局出走した4レース全てが11着以下という成績に終わった。
7歳シーズンは2月7日のすばるステークスより始動したが、ブービーの15着。その後再び休養に入り、復帰レースとなった10月24日の室町ステークスは着外に終わった。このレースがラストランとなり、11月3日に引退が発表された。

### 引退後
引退後は滋賀県甲賀市の甲賀ファームで乗馬になったが、2019年4月時点で全国乗馬倶楽部振興協会の乗用馬名簿に記載がなく、功労馬繋養展示事業の対象にもなっておらず行方不明の状況にある。

## 競走成績
以下の内容は、JBISサーチおよびnetkeiba.comに基づく。
| 競走日     | 競馬場 | 競走名              | 格       | 距離（馬場）  | 頭 数 | 枠 番 | 馬 番 | オッズ （人気） | 着順 | タイム （上り3F） | 着差 | 騎手      | 斤量 [kg] | 1着馬（2着馬）         | 馬体重 [kg] |
| ---------- | ------ | ------------------- | -------- | ------------- | ----- | ----- | ----- | --------------- | ---- | ----------------- | ---- | --------- | --------- | ---------------------- | ----------- |
| 2011.01.09 | 京都   | 3歳新馬             |          | ダ1200m（良） | 15    | 4     | 7     | 097.4（11人）   | 01着 | R1:13.8（36.8）   | -0.4 | 0高橋亮   | 56        | （ホクトキングダム）   | 486         |
| 0000.07.24 | 京都   | 3歳上500万下        |          | ダ1400m（良） | 16    | 4     | 7     | 021.50（8人）   | 03着 | R1:24.5（36.9）   | -0.0 | 0高橋亮   | 54        | タイムズアロー         | 498         |
| 0000.08.20 | 小倉   | 3歳上500万下        |          | ダ1700m（良） | 16    | 4     | 7     | 003.10（2人）   | 01着 | R1:45.7（38.3）   | -0.7 | 0武豊     | 54        | （ウインドミネーター） | 494         |
| 0000.10.15 | 京都   | 3歳上1000万下       |          | ダ1400m（不） | 13    | 4     | 4     | 003.60（2人）   | 02着 | R1:22.6（35.8）   | -0.0 | 0武豊     | 55        | セイカプリコーン       | 492         |
| 0000.11.26 | 京都   | 3歳上1000万下       |          | ダ1400m（良） | 16    | 6     | 12    | 002.20（1人）   | 01着 | R1:24.2（36.0）   | -0.2 | 0高橋亮   | 56        | （ケイアイヘルメス）   | 500         |
| 2012.01.21 | 京都   | 羅生門S             | 1600万下 | ダ1400m（不） | 13    | 1     | 1     | 002.90（3人）   | 03着 | 01:22.9（35.2）   | -0.0 | 0武豊     | 56        | セイカプリコーン       | 510         |
| 0000.02.19 | 京都   | 河原町S             | 1600万下 | ダ1400m（良） | 16    | 5     | 9     | 002.80（1人）   | 01着 | 01:24.2（35.5）   | -0.1 | 0高橋亮   | 57        | （エアウルフ）         | 506         |
| 0000.10.20 | 東京   | 神無月S             | 1600万下 | ダ1400m（良） | 16    | 1     | 2     | 005.30（3人）   | 08着 | 01:24.1（36.4）   | -0.3 | 0福永祐一 | 57        | メイショウツチヤマ     | 522         |
| 0000.11.04 | 京都   | 渡月橋S             | 1600万下 | ダ1400m（良） | 14    | 5     | 7     | 002.40（1人）   | 02着 | R1:23.3（35.7）   | -0.1 | 0福永祐一 | 57        | ナガラオリオン         | 520         |
| 0000.12.09 | 阪神   | 御影S               | 1600万下 | ダ1400m（良） | 15    | 8     | 14    | 004.40（3人）   | 01着 | 01:23.3（36.7）   | -0.7 | 0藤田伸二 | 57        | （スピルオーバー）     | 520         |
| 0000.12.23 | 阪神   | ギャラクシーS       | OP       | ダ1400m（重） | 16    | 7     | 14    | 004.30（2人）   | 03着 | 01:22.6（35.2）   | -0.1 | 0藤田伸二 | 56        | ガンジス               | 518         |
| 2013.01.27 | 東京   | 根岸S               | GIII     | ダ1400m（良） | 16    | 4     | 7     | 012.80（5人）   | 01着 | 01:23.7（34.6）   | -0.0 | 0藤岡佑介 | 56        | （ガンジス）           | 518         |
| 0000.11.10 | 東京   | 武蔵野S             | GIII     | ダ1600m（良） | 16    | 2     | 4     | 033.7（10人）   | 12着 | R1:36.5（36.7）   | -1.2 | 0柴田大知 | 57        | ベルシャザール         | 514         |
| 2014.01.11 | 京都   | 大和S               | OP       | ダ1400m（稍） | 16    | 2     | 3     | 008.50（6人）   | 12着 | R1:24.2（36.4）   | -1.4 | 0藤岡佑介 | 57        | マルカフリート         | 526         |
| 0000.10.13 | 東京   | エルコンドルパサーM | OP       | ダ1400m（稍） | 16    | 1     | 1     | 050.5（11人）   | 14着 | R1:25.1（37.6）   | -2.1 | 0丸山元気 | 57        | ワイドバッハ           | 502         |
| 0000.11.23 | 東京   | 霜月S               | OP       | ダ1400m（良） | 16    | 6     | 12    | 042.8（13人）   | 11着 | 01:24.2（36.1）   | -1.1 | 0柴田大知 | 57        | ジョヴァンニ           | 506         |
| 0000.12.28 | 阪神   | ファイナルS         | OP       | ダ1400m（良） | 16    | 3     | 5     | 049.9（12人）   | 14着 | R1:24.4（35.7）   | -1.5 | 0藤岡佑介 | 57        | コーリンベリー         | 524         |
| 2015.02.07 | 京都   | すばるS             | OP       | ダ1400m（稍） | 16    | 7     | 13    | 132.3（16人）   | 15着 | R1:24.9（36.2）   | -1.9 | 0北村友一 | 57        | レッドアルヴィス       | 536         |
| 0000.10.24 | 京都   | 室町S               | OP       | ダ1200m（良） | 14    | 5     | 8     | 083.1（14人）   | 06着 | R1:11.2（35.3）   | -0.6 | 0太宰啓介 | 56        | アドマイヤサガス       | 510         |

## 血統表
| メイショウマシュウの血統        | メイショウマシュウの血統                          | メイショウマシュウの血統                          | （血統表の出典）                                  | （血統表の出典）      |
| 父系                            | サンデーサイレンス系                              | サンデーサイレンス系                              | サンデーサイレンス系                              |                       |
| 父 アドマイヤマックス 鹿毛 1999 | 父の父*サンデーサイレンス 青鹿毛 1986             | Halo                                              | Hail to Reason                                    | Hail to Reason        |
| 父 アドマイヤマックス 鹿毛 1999 | 父の父*サンデーサイレンス 青鹿毛 1986             | Halo                                              | Cosmah                                            |                       |
| 父 アドマイヤマックス 鹿毛 1999 | 父の父*サンデーサイレンス 青鹿毛 1986             | Wishing Well                                      | Understanding                                     | Understanding         |
| 父 アドマイヤマックス 鹿毛 1999 | 父の父*サンデーサイレンス 青鹿毛 1986             | Wishing Well                                      | Mountain Flower                                   |                       |
| 父 アドマイヤマックス 鹿毛 1999 | 父の母ダイナシュート 栗毛 1982                    | *ノーザンテースト                                 | Northern Dancer                                   | Northern Dancer       |
| 父 アドマイヤマックス 鹿毛 1999 | 父の母ダイナシュート 栗毛 1982                    | *ノーザンテースト                                 | Lady Victoria                                     |                       |
| 父 アドマイヤマックス 鹿毛 1999 | 父の母ダイナシュート 栗毛 1982                    | シヤダイマイン                                    | *ヒツテイングアウエー                             | *ヒツテイングアウエー |
| 父 アドマイヤマックス 鹿毛 1999 | 父の母ダイナシュート 栗毛 1982                    | シヤダイマイン                                    | *ファンシミン                                     |                       |
| 母 オオシマパンジー 黒鹿毛 2002 | 母の父*スキャン 鹿毛 1988                         | Mr. Prospector                                    | Raise a Native                                    | Raise a Native        |
| 母 オオシマパンジー 黒鹿毛 2002 | 母の父*スキャン 鹿毛 1988                         | Mr. Prospector                                    | Gold Digger                                       |                       |
| 母 オオシマパンジー 黒鹿毛 2002 | 母の父*スキャン 鹿毛 1988                         | Video                                             | Nijinsky                                          | Nijinsky              |
| 母 オオシマパンジー 黒鹿毛 2002 | 母の父*スキャン 鹿毛 1988                         | Video                                             | Foreseer                                          |                       |
| 母 オオシマパンジー 黒鹿毛 2002 | 母の母オオシマダリア 鹿毛 1987                    | *モガミ                                           | Lyphard                                           | Lyphard               |
| 母 オオシマパンジー 黒鹿毛 2002 | 母の母オオシマダリア 鹿毛 1987                    | *モガミ                                           | *ノーラツク                                       |                       |
| 母 オオシマパンジー 黒鹿毛 2002 | 母の母オオシマダリア 鹿毛 1987                    | オオシマスズラン                                  | *カウアイキング                                   | *カウアイキング       |
| 母 オオシマパンジー 黒鹿毛 2002 | 母の母オオシマダリア 鹿毛 1987                    | オオシマスズラン                                  | ネバージヨオー                                    |                       |
| 母系(F-No.)                     | ボニーナンシー系(FN:10-b)                         | ボニーナンシー系(FN:10-b)                         | ボニーナンシー系(FN:10-b)                         | [ § 2 ]               |
| 5代内の近親交配                 | Northern Dancer 4×5・5、Native Dancer 5×5（母内） | Northern Dancer 4×5・5、Native Dancer 5×5（母内） | Northern Dancer 4×5・5、Native Dancer 5×5（母内） | [ § 3 ]               |
| 出典                            | 1. 2. 3.                                          | 1. 2. 3.                                          | 1. 2. 3.                                          | 1. 2. 3.              |

- 3代母オオシマスズランは1981年京都4歳特別優勝馬。
- 祖母オオシマダリアの半妹オオシマルチアの産駒に2004年スプリンターズステークスなど重賞3勝のカルストンライトオがいる。